# Figulus moluccanus
Figulus moluccanus es una especie de coleóptero de la familia Lucanidae.

## Distribución geográfica
Habita en Halmahera (Indonesia).